# Gouvernement Otmar Hasler I
Frick II Hasler II
Le gouvernement Hasler I est le gouvernement du Liechtenstein du 5 avril 2001 au 21 avril 2005.

## Historique du mandat
Dirigé par le Chef du gouvernement Otmar Hasler, ce gouvernement est constitué par le  Parti progressiste des citoyens (FBP). Il dispose de 13 députés, soit 52 % des sièges du Landtag.
Ce gouvernement succède au gouvernement Mario Frick II.
Il est formé à la suite des élections législatives des 9 et 11 février 2001. Lors de ces élections le Parti progressiste des citoyens (FBP), classé à droite de l’échiquier politique, arrive en tête avec 49,9 % des suffrages exprimés. Il obtient 13 élus soit 3 de plus qu'aux précédentes élections (1997) où ils avaient obtenu 39,2 % des voix pour 10 sièges. L'Union patriotique (VU) se classe 2e, avec 41,13 % et 11 sièges. La Liste libre (FL) de centre gauche arrive en 3e et dernière position avec 8,8 % et 1 siège. Le FBP ayant la majorité absolue, Otmar Hasler forme un gouvernement composé de 5 membres, tous issus de la FBP. Rita Kieber-Beck, la seule femme du gouvernement, est nommé vice-première ministre. 
Lors des élections législatives du 13 mars 2005, le FBP recul et perd sa majorité absolue. Le parti ne dispose plus que de 12 sièges sur 25 soit 48 % des sièges. Le principal parti d'opposition, la VU a lui aussi reculé d'un siège mais ensemble, ils disposent de 22 députés sur 25, soit 88 % des sièges du Landtag. Otmar Hasler forme alors un 2e gouvernement composé de 3 ministres issus du FBP et de 2 issus de la VU.
Selon l'article 79 de la Constitution du Liechtenstein, les conseillers sont au nombre de 4 dont 1 vice-chef du gouvernement. Il doit y avoir au moins deux conseillers issus d'une des deux régions.

## Composition

### Ministres
| Portefeuille | Titulaire | Titulaire | Titulaire        | Parti |
| --- | --------- | --------- | ---------------- | ----- |
| Premier Ministre Ministre de la Présidence, des Finances, de l'industrie de la Construction, de la Famille et de l'égalité des chances |           |           | Otmar Hasler     | FBP   |
| Vice-Première Ministre Ministre de la Justice, de l'Éducation, du Trafic et des Communications                                         |           |           | Rita Kieber-Beck | FBP   |
| Ministre de l'Économie, de la Santé et du Social                                                                                       |           |           | Hansjörg Frick   | FBP   |
| Ministre de l'Intérieur, de la Culture, du Sport, de l'Environnement, de l’Espace, de l'Agriculture et de la Foresterie                |           |           | Alois Ospelt     | FBP   |
| Ministre des Affaires étrangères |           |           | Ernst J. Walch   | FBP   |

## Conseillers par région
| Nom              | Région | Région    |
| ---------------- | ------ | --------- |
| Otmar Hasler     |        | Unterland |
| Rita Kieber-Beck |        | Unterland |
| Hansjörg Frick   |        | Oberland  |
| Alois Ospelt     |        | Oberland  |
| Ernst J. Walch   |        | Oberland  |